# Guerra Luso-Marata (1683-1684)
A Guerra Luso-Marata de 1683 a 1684 envolveu a invasão do território português em Goa e também da Província do Norte da Índia Portuguesa, no norte do Concão, pela confederação Marata. A guerra travou-se em várias frentes de 1683 a 1684.
Os portugueses mantiveram relações cordiais com os maratas durante o reinado de Shivaji, de forma a contrabalançar os sultanatos do Decão. Dado que o Império Português era oceânico, não tinham grande interesse em conquistas territoriais para além de alguns rentáveis portos e fortalezas. Em 1682, dois anos antes da morte de Shivaji, o Sambhaji começou a fortificar a fronteira confinante com o território português. Alarmados, os portugueses associaram-se ao Império Mogor.
Confirmaram-se as razões para a preocupação dos portugueses quando os maratas fizeram razias em torno de Goa, Baçaim e outras partes do seu território no Concão. As Velhas Conquistas foram invadidas por Sambhaji, que ocupou várias fortalezas e saqueou aldeias na região. As tropas maratas foram mobilizadas e a situação dos portugueses tornou-se crítica. Sambhaji raziou o território português no norte do Concão durante quase um mês e as suas tropas pilharam Bardês e Salcete em torno de Goa, no sul. Pretendera Sambhaji conquistar Goa mas foi dado termo às hostilidades e os maratas recuaram da maioria das terras dos portugueses a 2 de Janeiro de 1684 para evitar que fossem atacados pela rectaguarda por um grande exército liderado pelo sultão Badur.
Os dessais de Savantvadi revoltaram-se contra os maratas e alinharam-se com os portugueses na guerra pois haviam sido obrigados a prescindir dos seus privilégios políticos devido à supremacia dos maratas. Esta foi também a primeira vez que os britânicos ajudaram os inimigos dos portugueses na Índia em segredo e forneceram armas, artilharia e munições aos maratas.

## Contexto
O Império Português era uma poderosa potência naval que fundara vários enclaves ao longo da costa ocidental indiana. Os territórios das praças-fortes de Damão, Chaul, Baçaim e Goa, entre outras, faziam fronteira com o território da confederação marata.
Os maratas, durante o reinado de Shivaji haviam mantido relações relativamente cordiais com os portugueses. Porém, o seu belicista sucessor, Sambhaji, pretendia fazer frente aos portugueses e por isso planeou construir fortalezas em pontos estratégicos como a ilha de Angediva, ao largo da costa do Canará e na colina de Parsik onde hoje fica Nova Bombaim. Também fomentou relações com os omanitas, inimigos dos portugueses. Alarmaram-se os portugueses com a concentração de tropas maratas junto à fronteira e tentaram impedir os maratas de construírem fortalezas em 1683. A 5 de Maio de 1682 os portugueses fortificaram a ilha de Angediva. e depois fortificaram também a colina de Parsik. Em Dezembro de 1682 os portugueses deram aos mogores passagem pelos seus territórios para que atacassem os maratas. Os portugueses anexaram Parsik em Janeiro de 1683 e o vicerei recebeu uma carta da parte de Aurangzeb em que este lhe pedia que declarasse guerra aos maratas mas o vice-rei recusou-se a fazê-lo, alegando que os portugueses não declaravam guerras senão por razões muito sérias, que não era o caso.
O vice-rei D. Francisco de Távora, por sua vez, pretendia capturar o Sambhaji.

## Palco de Baçaim

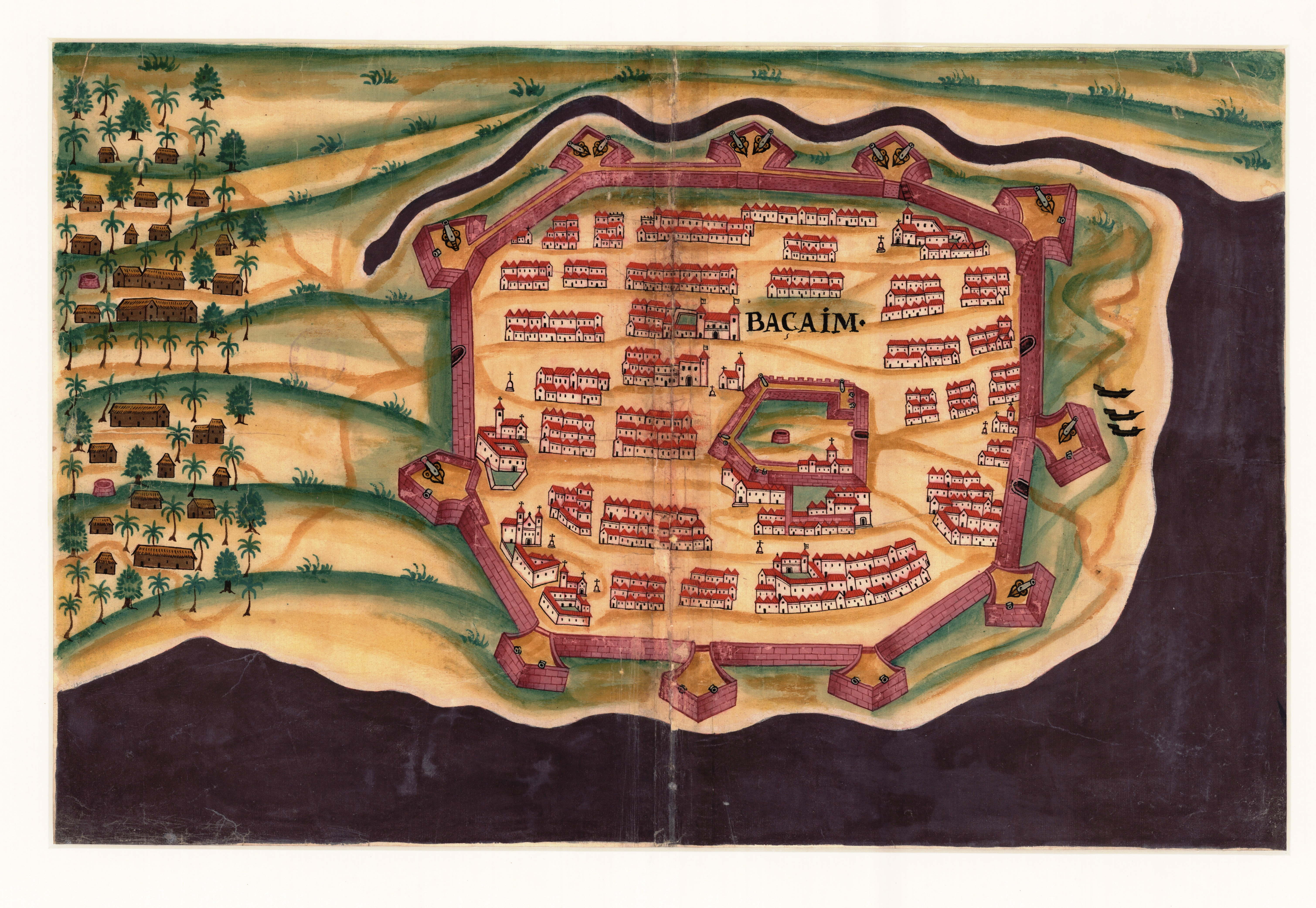
A fortaleza portuguesa de Baçaim.

Os maratas invadiram a Província do Norte no norte do Concão e pilharam as vilas e aldeias controladas pelos portugueses em Danu, Asserim, Trapor e Baçaim de Abril a Maio de 1683. O peshwa de Sambhaji, Nilopant Pingle, pilhou e ocupou 40 milhas de território português, incluíndo as aldeias de Chembur, Talode, Kolve, Maim, Dantore e Sirgão.[carece de fontes?] Os maratas também ocuparam, temporariamente, algumas fortalezas em torno de Baçaim e Damão.

## Palco de Chaul
O peshwa Nilopant Pingle colocou a praça-forte de Chaul sob pressão. Os maratas pilharam as aldeias em seu redor em Julho de 1683. A 10 de Agosto de 1683 sitiaram Chaul com 2000 cavaleiros e 6000 peões. Tentaram tomar a praça por assalto a 18 de Agosto, porém foram rechaçados.

## Palco de Goa

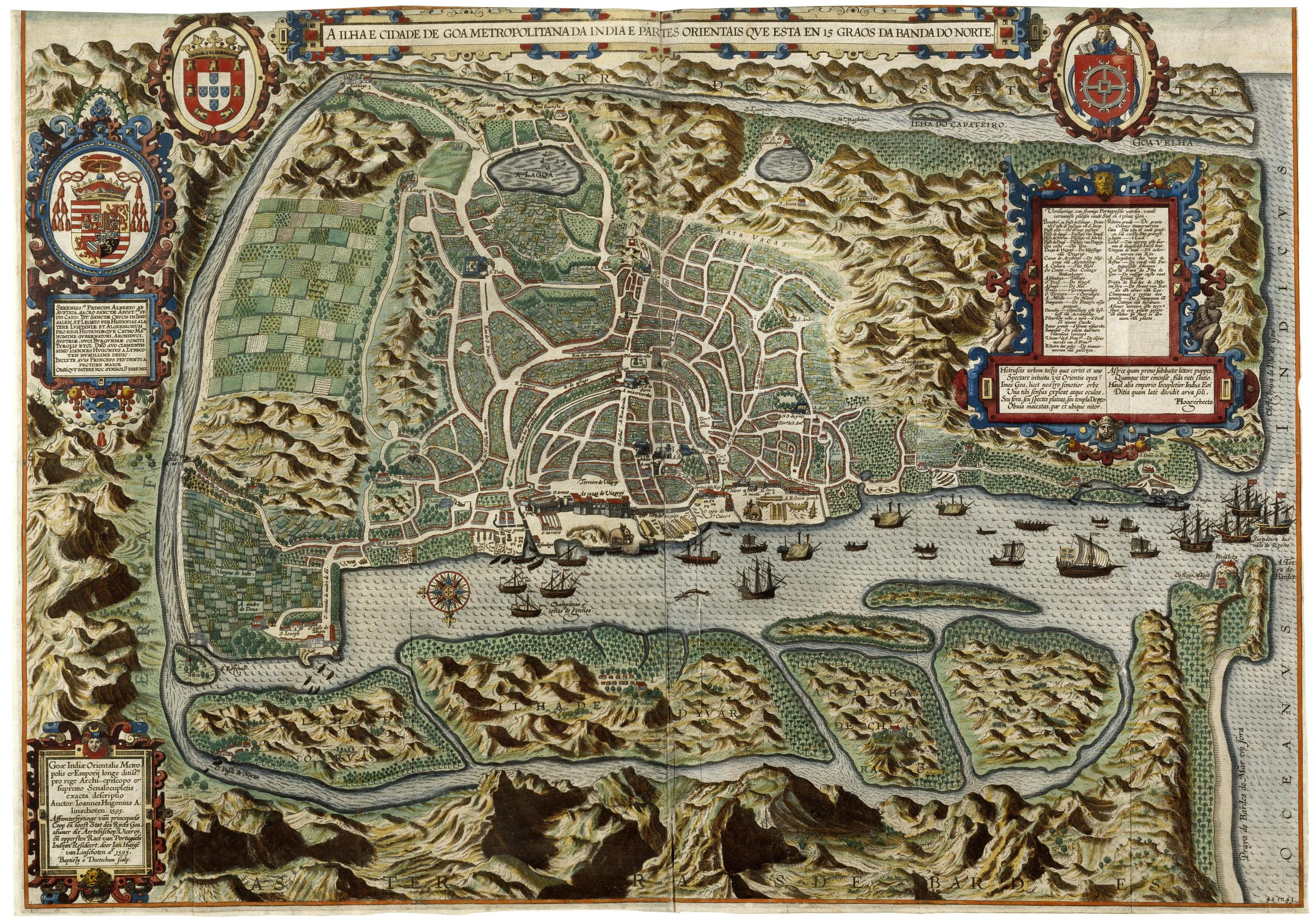
Goa Portuguesa

Os maratas puderam invadir, pilhar e incendiar as igrejas nos distritos portugueses de Bardêz a norte de Goa e Salcete a sul da cidade pois naquele ano não tinham chegado à Índia quaisquer soldados de reforço. Foi esta a primeira vez que os maratas empregaram a táctica de atacar os portugueses em Goa como manobra de distracção enquanto levavam a cabo outras operações mais a norte.
Os portugueses reagiram prendendo o embaixador marata em Goa, Yesaji Gambhir. Navios mercantes dos maratas foram também aprisionados.
O vice-rei D. Francisco de Távora mobilizou os civis e os clérigos da cidade e com eles formou uma milícia que servisse de última linha de defesa, no fortaleza de Mormugão.

### Batalha de Pondá

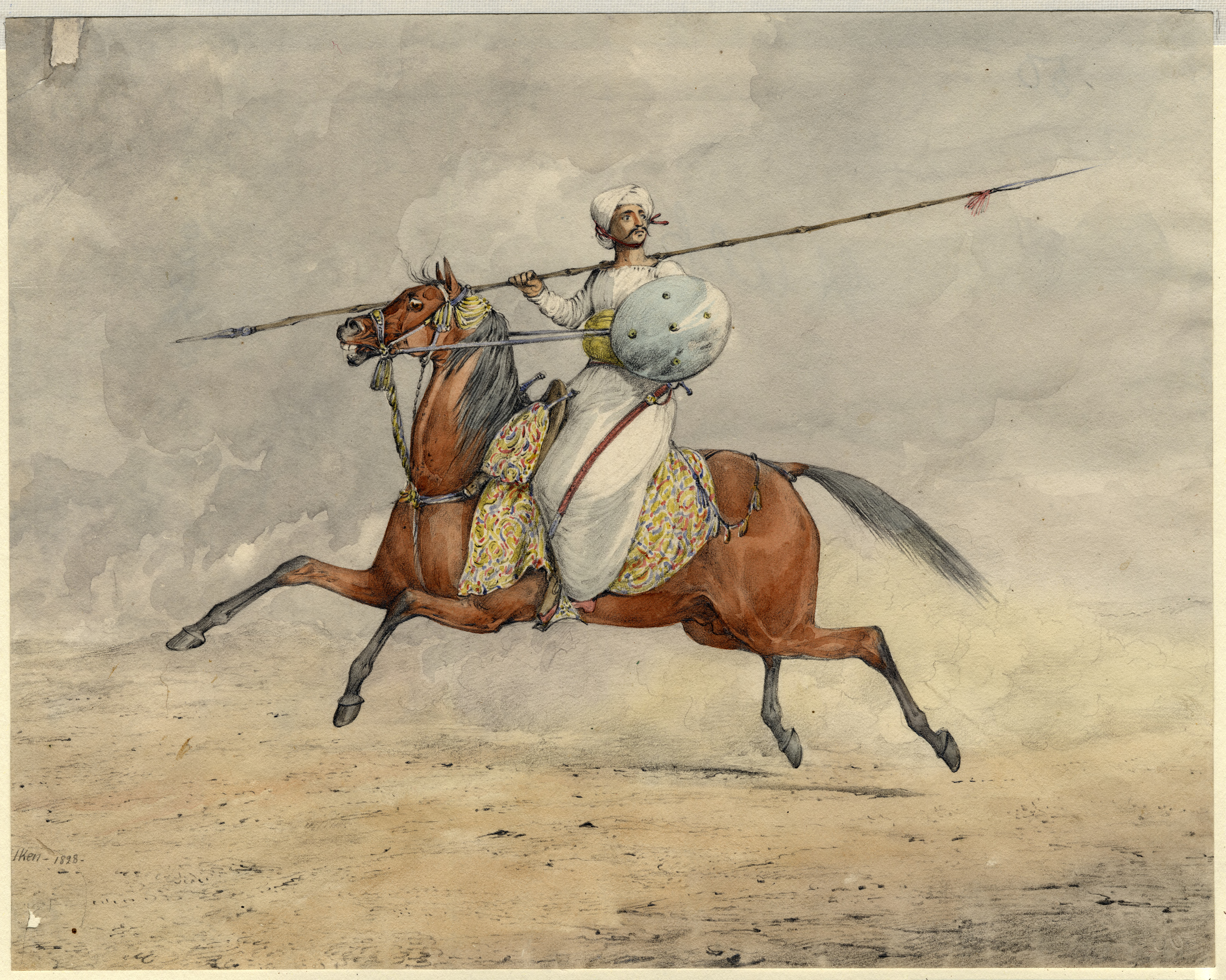
Cavaleiro ligeiro marata.

A fortaleza de Pondá perto de Goa era uma posição estratégica na posse dos maratas. Logo o vice-rei comandou um ataque contra Pondá em Outubro de 1683 para evitar razias sobre o território de Goa. O vice-rei pressupusera que o Sambhaji abandonaria a danificada fortaleza e retirar-se-ia para a fortaleza de Panhala.Predefinição:Vn Partiu com 1206 soldados portugueses e 2500 auxiliares cristãos do distrito de Salcete. A maioria dos dessais do Concão senhores hindus, mantinham relações amigáveis com os portugueses e tanto o dessai de Bicholim como o ranas de Sanquelim viviam em território português; o dessai dulba de Pondá, o vatandar de Revode, de Nanonde e Pirna Satroji Rane juntaram-se aos portugueses contra os maratas.
O vice-rei assentou arraiais na aldeia fronteiriça de Agaçaim a 27 de Outubro de 1683. Atravessaram ali o rio e alcançaram as aldeias de Pondá a 7 de Novembro. O general marata Yesaji Kank e o seu filho, Krishnaji Kank encontravam-se em Pondá com uma tropa de 600s mavalas, hindus da montanhosa região de Mavala. Os maratas resistiram aos ataques de infantaria dos portugueses mas Numa destas escaramuças Krishnaji Kank saiu gravemente ferido e morreu alguns dias mais tarde. O bombardeamento português abriu uma brecha nas muralhas de Pondá. Porém as chuvas torrenciais impediam a livre movimentação aos portugueses.
A 9 de Novembro chegaram reforços a Pondá vindos de Rajapur, entre os quais se incluíam o Sambhaji em pessoa. Tinha o Sambhaji 800 cavaleiros e 600 peões. Pensou o vice-rei que Sambhaji pretendia ameaçar-lhe as linhas de comunicação com Goa, por isso mandou retirar para a fortaleza de Durbhat. Quando os portugueses bateram em retirada de regresso a Goa devido às chuvas, Sambhaji mandou que os seus reforços aproveitassem esta oportunidade para se lançarem na perseguição. Os maratas atacaram os portugueses a partir de uma colina perto de uma ribeira. O vice-rei saiu ferido desta escaramuça.  A 12 de Novembro a maioria do exército português chegou a Goa. Os portugueses fizeram a retirada em ordem e regressaram ao ponto de partida sem perdas de equipamento. Os portugueses descreveram Sambhaji como um príncipe guerreiro.

### Cerco de Goa

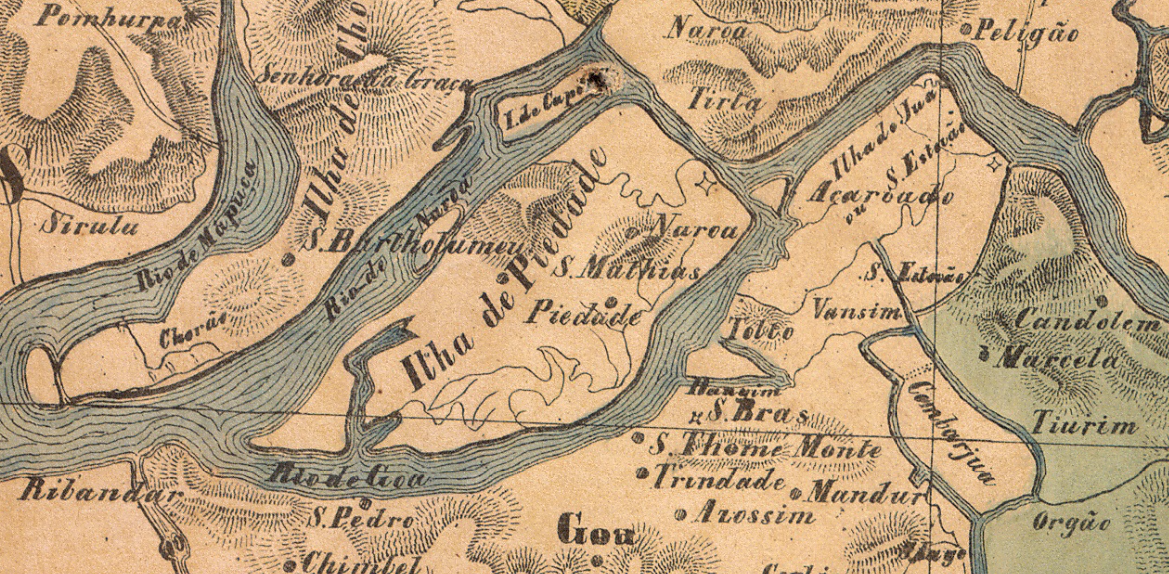
As ilhas de Goa, com a ilha de Santo Estevão (Jua) à direita.

Na noite de 24 de Novembro de 1683, durante a maré baixa, a hoste de Sambhaji atacou em massa a fortaleza e aldeia na ilha de Santo Estevão. Conquistaram depois o forte e massacraram a sua guarnição, pilharam os aldeães goeses e incendiaram a igreja paroquial. No dia seguinte, um batalhão de 200 homens partiu de Goa em direcção a Santo Estevão, comandado pelo vice-rei em pessoa para reconquistar a ilha. Envolveram-se em combate com os maratas mas rapidamente bateram em retirada ao constatarem o tamanho da força marata e a destruição por ela causada.
Caída a ilha de Santo Estevão, ao regressar o exército a Goa, os portugueses rebentaram os diques dos campos de arroz nos arredores da cidade. Os campos inundaram, alargando assim o rio. Pretendera o Sambhaji atacar a cidade de Goa mas viu-se impedido devido ao alagamento dos campos de arroz e à subida da maré. Os maratas retiraram-se depois devido à probabilidade de um ataque naval português.

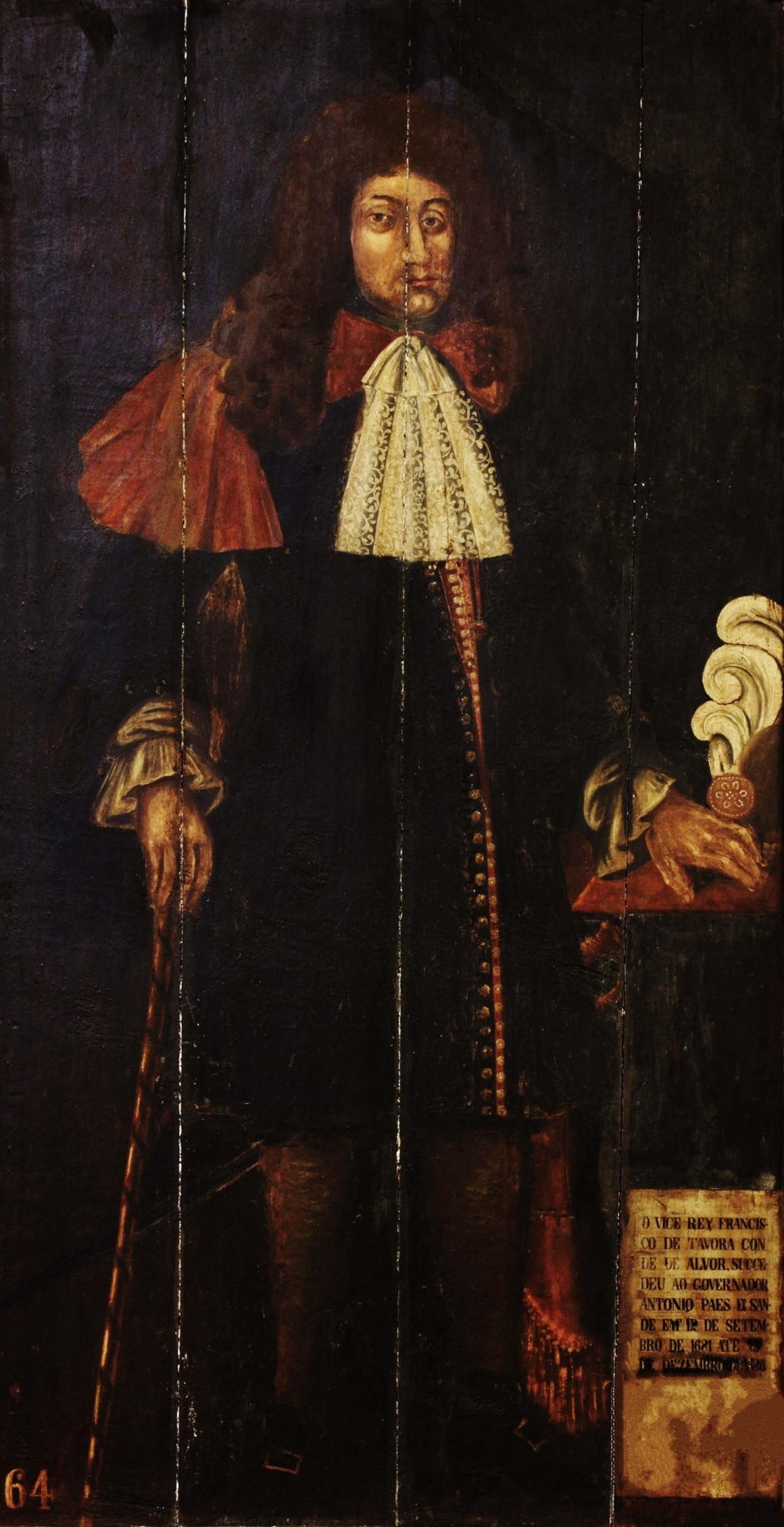
O vice-rei conde de Alvor D. Francisco de Távora.

Escreveu o vicerei D. Francisco de Távora ao imperador Mogor Aurangzeb a informá-lo do ataque a Goa e a encorajá-lo a partir ao ataque contra os maratas. A 11 de Dezembro de 1683 a cavalaria Marata e 8000 a 10,000 peões atacaram os distritos de Salcete e Bardês. Pilhados os distritos fronteiriços de Salcete e Bardez, os maratas partiram em direcção a Goa. Temia o vice-rei que, caso a situação se mantivesse, em breve o Sambhaji conquistaria Goa. Os portugueses lograram defender os territórios interiores das ilhas de Goa e Mormugão da invasão marata. Todas as outras aldeias e fortalezas foram, porém, ocupadas pelos maratas. O comissário da Companhia Francesa das Índias Orientais François Martins descreveu a fraca condição dos portugueses por esta época.
Ao vice-rei e a Sambhaji chegaram então notícias de que um exército Mogor com 100,000 homens comandado pelo príncipe Muazzam entrara em território Marata. Ao ser informado da chegada do príncipe Muazzam a Ramghat e temendo o grande exército mogor, bateu o Sambhaji em retirada para a fortaleza de Raigad a 2 de Janeiro de 1684. O Sambhaji tentou subornar o príncipe Muazzam para que dirigisse as suas tropas contra os portugueses antes que chegassem a Goa, plano que falhou.

## Tratado de Pondá de 1684
Uma vez que era-lhe impossível combater em duas frentes, o Sambhaji pediu a paz aos portugueses e enviou Kavi Kalash a negociar um tratado. Ao fim de longas negociações foi assinado um tratado em Mardangad, em Pondá, entre 25 de Janeiro e 4 de Fevereiro.
Mandava o Tratado Luso-Marata de Pondá de 1684 que 1) Todas as terras, fortalezas, peças de artilharia e armas tomadas aos portugueses fossem-lhes devolvidas; 2) fossem devolvidas todas as embarcações apresadas; 3) fossem devolvidos todos os cativos; 4) Fosse paga uma pensão a Sambage em troca de ajudar este a defender território português; 5) liberdade de movimento e comércio livre; 6) Proibição às embarcações maratas de navegarem ao largo das fortalezas portuguesas dentro do alcance de tiro destas; 7) Perdão de Sambage aos dessais refugiados em Goa; 8) Proibição ao Sambage de construir fortalezas na fronteira com território português.
Os Maratas retiraram-se de quase todos os territórios ocupados de forma a concentrarem as suas forças na guerra contra os mogores. Cessaram as hostilidades a 6 de Fevereiro.

## Rescaldo
A campanha representou uma séria quebra nas relações entre os maratas e os portugueses. A 12 de Janeiro de 1684, o vice-rei convocou um conselho de estado para discutir a mudança da capital, de Goa para Mormugão mais a ocidente. Foi esta proposta rejeitada e a capital manteve-se onde é hoje Velha Goa.
Os maratas recusaram-se a devolver aos portugueses todos os territórios ocupados e algumas partes, como a ilha de Caranjá, tiveram de ser recuperadas à força. Os maratas não respeitaram o tratado de paz por muito tempo e novos conflitos entre as duas potências continuaram nos anos que se seguiram pois os maratas continuaram a raziar território português. O vice-rei promoveu uma aliança com os revoltosos dessais do concão e assinou com eles um tratado secreto contra os maratas a 8 de Fevereiro de 1685.

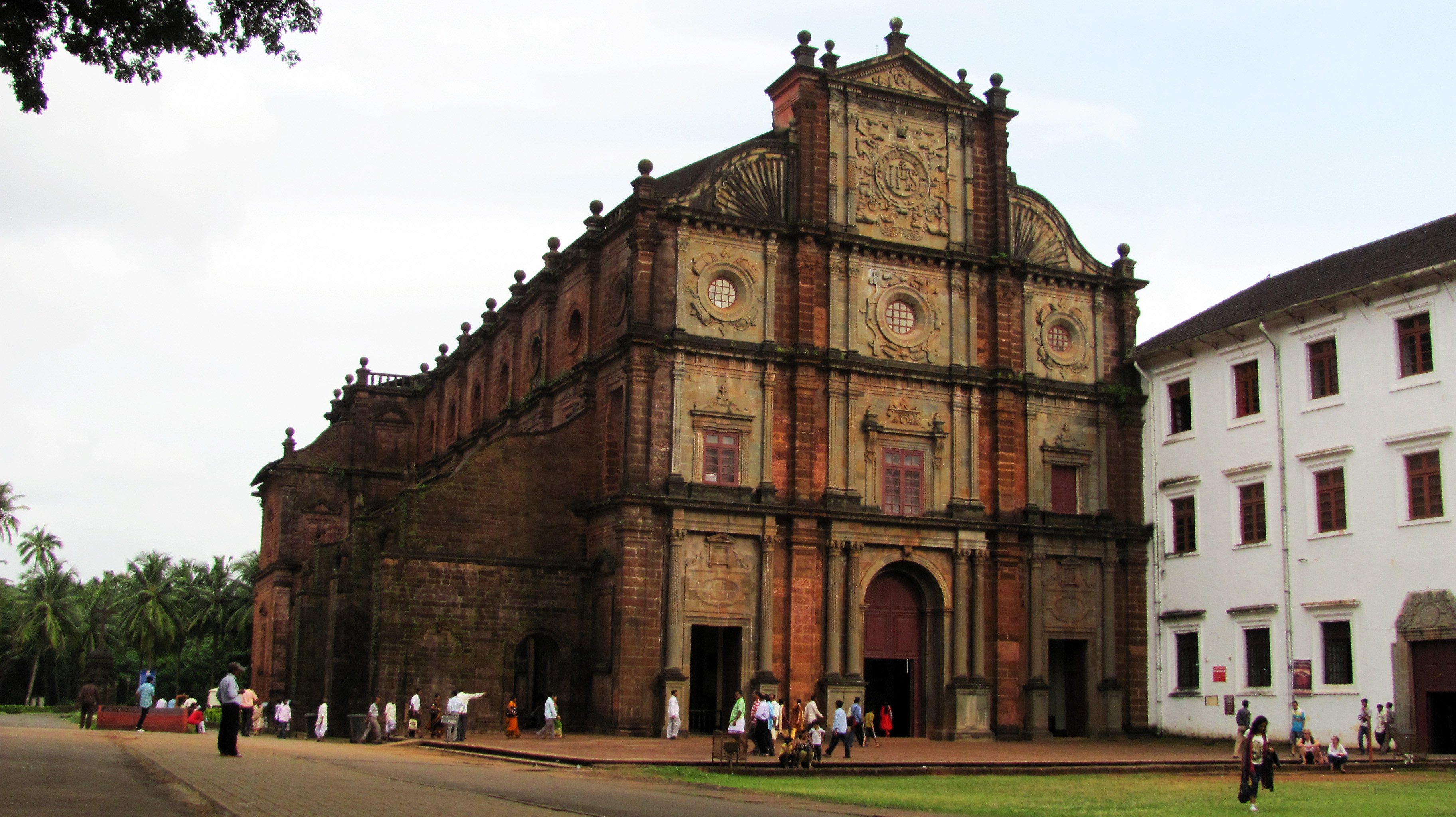
Basílica do Bom Jesus

Diz-se que quando os maratas ocuparam a Ilha de Santo Estevão, o vice-rei deslocou-se à Basílica do Bom Jesus para ver o corpo de São Francisco Xavier, deu-lhe o seu ceptro de comando e rezou pelo seu apoio contra a ameaça marata.